# Jamaica Kincaid
Jamaica Kincaid (St. John, 25 de maio de 1949) é uma escritora de Antígua e Barbuda radicada nos Estados Unidos. É residente em North Bennington, Vermont, durante os verões, e é professora de estudos africanos e afro-americanos na universidade de Harvard, onde mora no período acadêmico. Foi ganhadora de diversos prêmios literários, entre eles o Prix Femina e o PEN Faulkner. 

## Biografia
Nasceu na ilha de Antígua e Barbuda, ex-colônia britânica no Caribe, em 1949 e ali cursou a educação primária no sistema britânico colonial até seus 16 anos, quando sua mãe a enviou para Nova Iorque para tomar conta de crianças em casa de uma família de classe alta. Foi ali que rebelou-se e nunca mandou dinheiro para sua mãe, com quem sempre teve uma péssima relação, tema bastante retratado em suas histórias. Trabalhava de dia como babá e à noite estudava fotografia na Escola de Pesquisa Social de Nova York e frequentou o Franconia College em New Hampshire.
Queria ser escritora, mas não sabia como então passou anos experimentando em diversos suportes diferentes. Em 1972, passou a se chamar Jamaica Kincaid. Jamaica, pois era como Cristóvão Colombo se referia às pessoas do Caribe; e Kincaid porque achou que combinava. Em 1979, casou-se com o compositor e professor da Bennington College, Allen Shawn, com quem teve dois filhos. Em 1993 se converteu ao judaísmo, para que seus filhos tivessem dois pais judeus e pratica a religião até os dias de hoje, mesmo tendo se divorciado de Shawn em 2002.

## Carreira
Em 2020, seu nome foi aposta como uma das principais escritoras concorrendo ao Prêmio Nobel de Literatura. Seus livros tratam do racismo, do colonialismo e da experiência da mulher negra caribenha no mundo. Seu estilo de escrita é intimista e entrecruza texturas, dores e retratos de diferentes temporalidades subjetivas e históricas.
Participou como convidada na Feira do Livro de São Paulo em 2024. Recentemente, teve três livros traduzidos para o português pela editora Alfaguara. Annie John (trad. Carolina Cândido), Agora Veja Então (trad. Cecília Floresta) e A Autobiografia da Minha Mãe (trad. Débora Landsberg). 